# 70720 Davidskillman
70720 Davidskillman è un asteroide della fascia principale. Scoperto nel 1999, presenta un'orbita caratterizzata da un semiasse maggiore pari a 2,6462491 UA e da un'eccentricità di 0,0284688, inclinata di 22,83060° rispetto all'eclittica.